# Apeadeiro de Louredo
O Apeadeiro de Louredo, originalmente denominado de Loredo, é uma gare encerrada do Ramal de Mora, que servia a localidade de Louredo, no Município de Évora, em Portugal.

## História

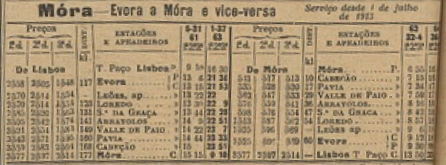
Horários do Ramal de Mora em 1913, onde esta interface surge com o nome de Loredo, e a categoria de estação.

O apeadeiro de Louredo faz parte do lanço troço do Ramal de Mora entre Évora e Arraiolos, que foi inaugurado em 21 de Abril de 1907.
Em 1913, esta interface possuía a classificação de estação e o nome de Loredo, sendo servida pelos comboios entre Évora e Mora.